# Iglesia de San Julián (Venecia)
La Iglesia de San Julián, conocido en el dialecto local como San Zulian, es un lugar de culto católico de Venecia, que pertenece a la parroquia de San Salvador. 
Ella es ubicada en el campo del sestiere de San Marco, no lejos de la plaza homónima y de la Merceria, la principal calle comercial de la ciudad. 

## Historia
El edificio fue erigido en el siglo IX y posteriormente sufrió múltiples reconstrucciones, probablemente incluso después del incendio de 1105. Entre 1553 y 1554, Jacopo Sansovino creó la fachada que fue completada en 1570 por Alessandro Vittoria. 
Un busto de bronce, colocado sobre la entrada principal, representa al médico sosteniendo zarzaparrilla y guayaco, dos plantas que usaba para tratar la sífilis y la fiebre amarilla.
Un mapa del mundo conocido en ese momento está representado en relieve, junto con escritos en hebreo (a la izquierda), latín (en el centro) y griego (a la derecha), en consonancia con los intereses clásicos de lo patrocinador.
Sansovino también supervisó el diseño de la parte interna. La iglesia de San Zulian el Hospitalario fue dedicada en 1580.

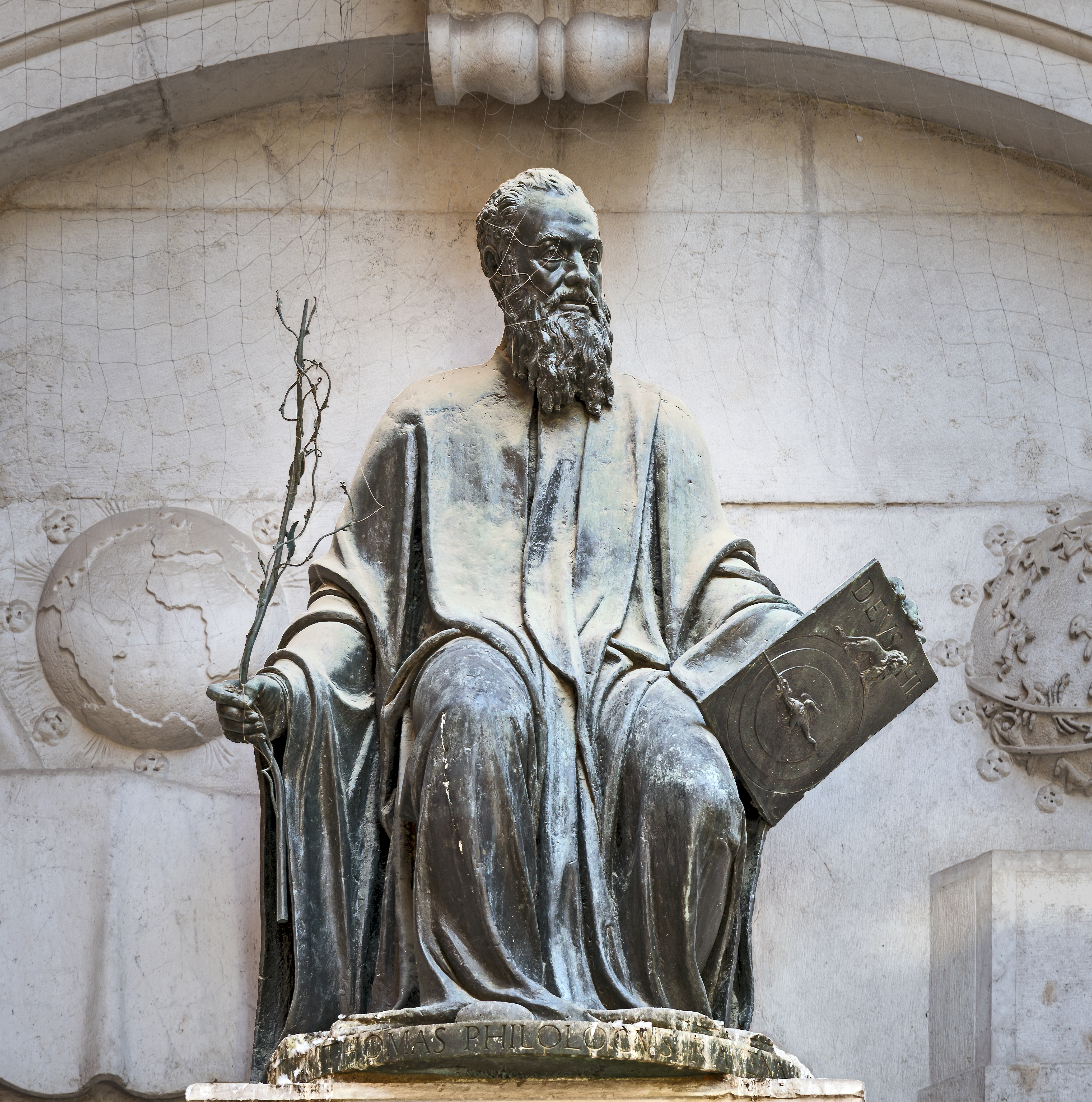
Estatua de Tommaso Rangone
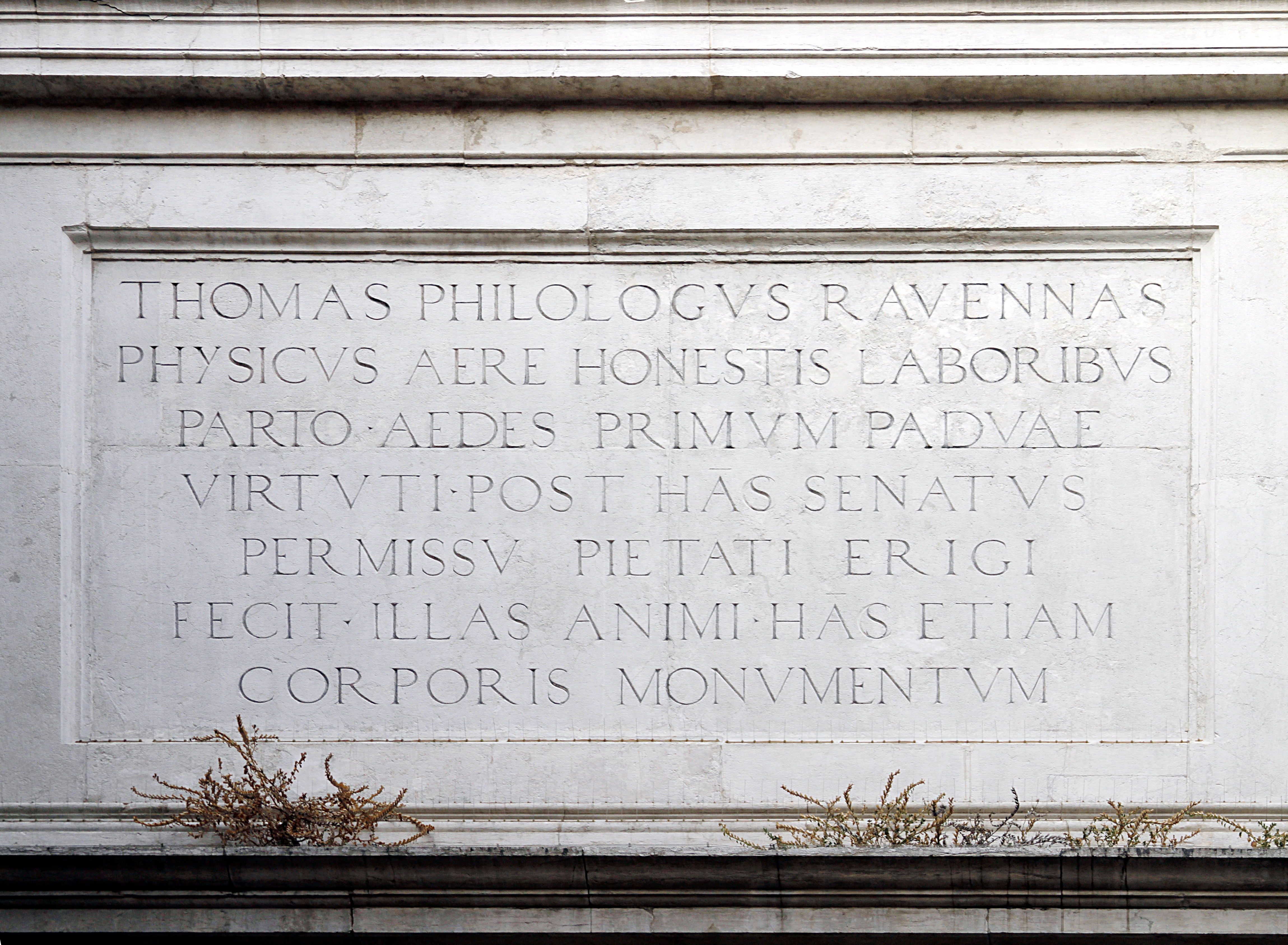
Dedicación a Thomas el Filólogo
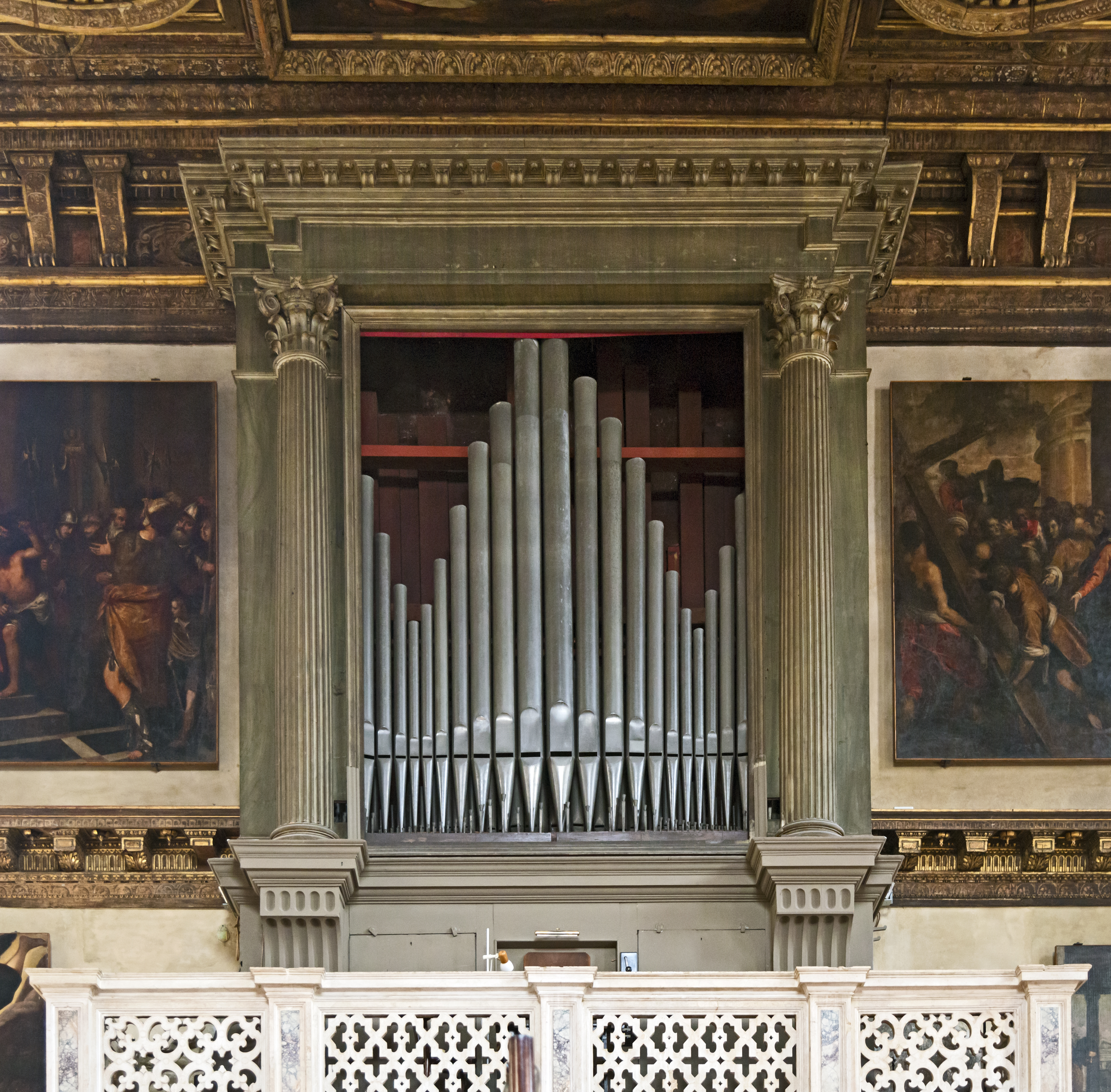
El Organo, obra de Gaetano Callido
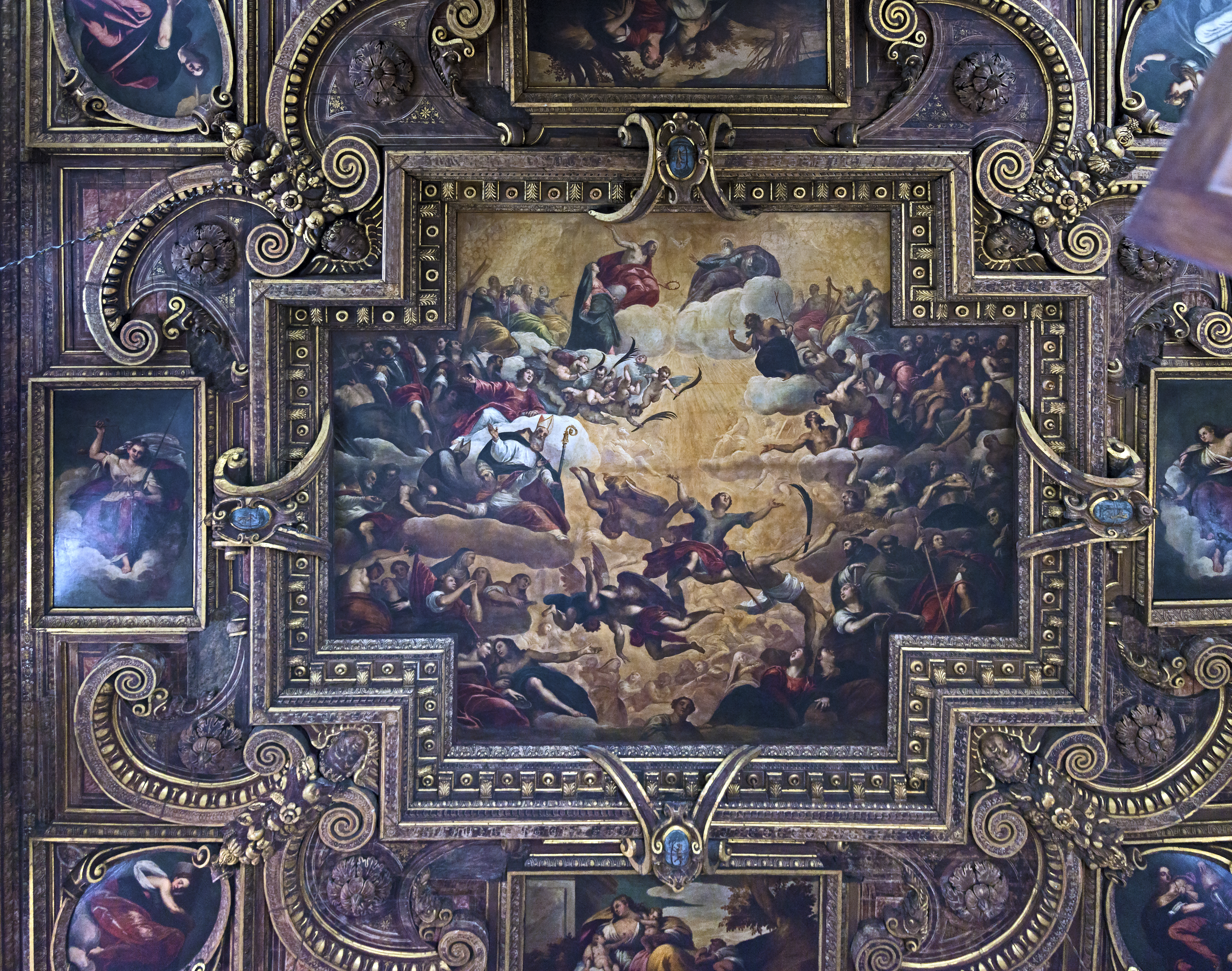
El triunfo de San Julián